# Thèbe
Thèbe é uma comuna francesa na região administrativa de Occitânia, no departamento dos Altos Pirenéus. Estende-se por uma área de 7,6 km². Em 2010 a comuna tinha 80 habitantes (densidade: 10,5 hab./km²).